# Дургун
Дургун (монг. Дөргөн) — сомон аймаку Ховд, Монголія. Площа 4128 км², населення 3,2 тис. чол. Центр сомону селище Сеер хошуу лежить за 1500 км від Улан-Батора, за 130 км від міста Кобдо.

## Рельєф
Гора Сеер (1800 м), долини озер Хара-ус, Хар-нуур та річки Завхан.

## Клімат
Клімат різко континентальний. Щорічні опади 75 мм, середня температура січня -25°С, середня температура липня +21°С.

## Природа
Водяться корсаки, вовки, лисиці, дикі кішки.

## Соціальна сфера
Є школа, лікарня, торговельно-культурні центри.